# 上品寺 (葛飾区)
上品寺（じょうほんじ）は、東京都葛飾区にある新義真言宗の寺院。新四国四箇領八十八箇所霊場第20番札所。

## 概要
創建年代は不明であるが、1468年（応仁2年）に尊栄が中興したとされていることから、室町時代には既に存在していたと推測される。本尊は阿弥陀如来。
境内には、閻魔堂があり閻魔王像が安置されている。江戸十六閻魔の一つとして崇敬されていた。

## 交通アクセス
- 新小岩駅より徒歩14分（経路案内）。